# Сіянець

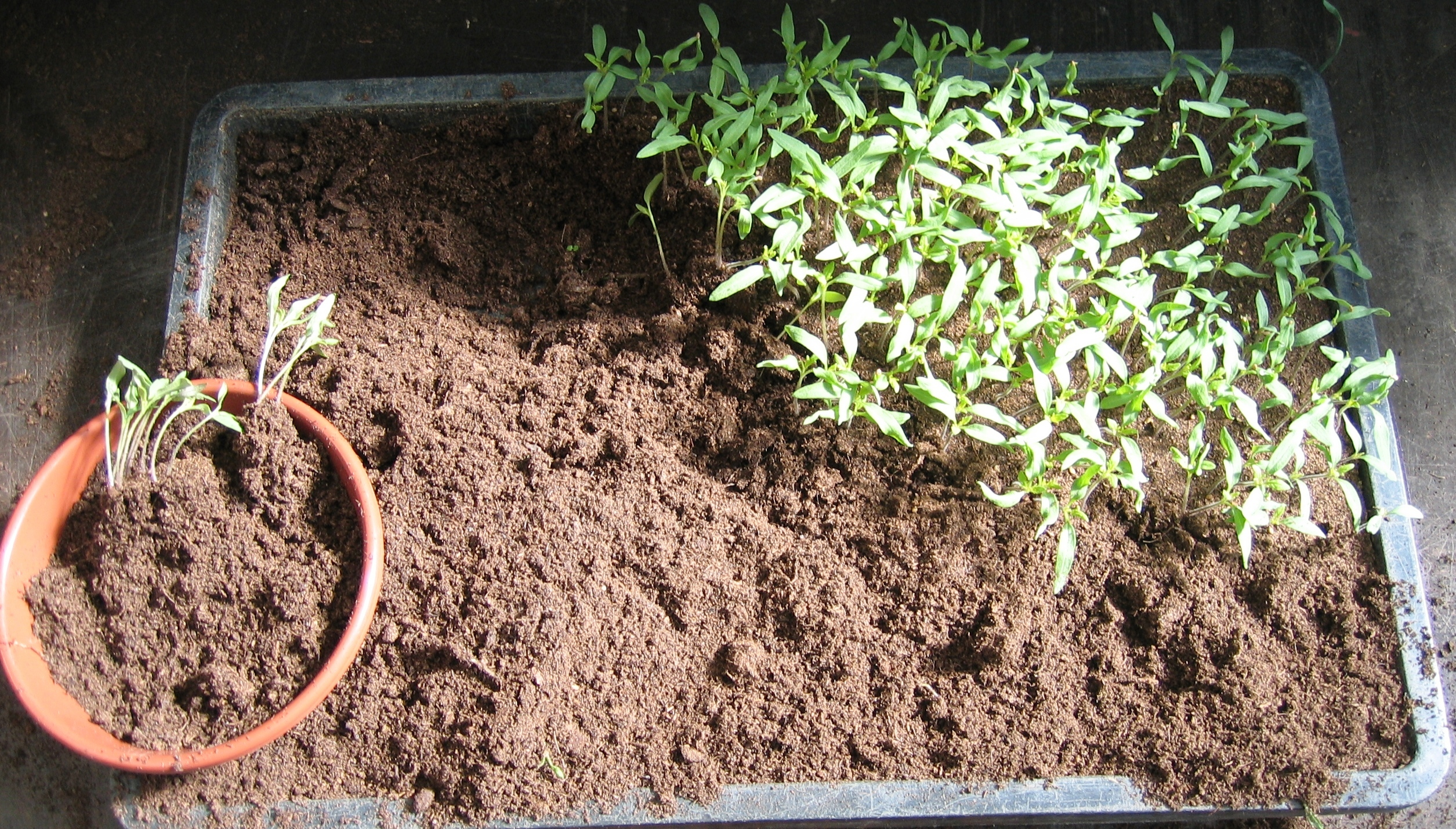
Лоток із сіянцями, які слід розсадити. Після відбору найкращих, їх витягують, обривають центральний корінчик (пікірування), розсаджують в окремі стаканчики. Після розсадження, «сіянці» називають «розсадою».

Сіянці — одно- або дворічні рослини, вирощені з насіння диких чи культурних рослин. Техніку вирощування сіянців використовують в городництві та в лісівництві. Використовують для лісорозведення та озеленення населених пунктів. В садівництві молоді сіянці, на яких проводять щеплення культурних сортів, часто називають «дичками», навіть якщо вони вирощені з насіння культурних сортів.